# Bitwa pod Łomazami
Bitwa pod Łomazami – bitwa stoczona w trakcie konfederacji barskiej 15 września 1769 w czasie odwrotu spod Włodawy.
Wkrótce po opuszczeniu Włodawy w kierunku na Łomazy przez przednią straż wojsk konfederackich
dowodzonych przez Franciszka Ksawerego Pułaskiego, rosyjska jazda pod dowództwem Karola Augusta von Rönnego natarła na resztę wojsk konfederackich pod dowództwem Kazimierza Pułaskiego odpoczywające we Włodawie. Kazimierz Pułaski z Józefem Miączyńskim zorganizowali obronę Włodawy, ale wkrótce nastąpił odwrót w stronę Łomaz. Po otrzymaniu nieprawdziwej informacji od pierwszych uciekinierów spod Włodawy, że jego brat Kazimierz Pułaski dostał się do rosyjskiej niewoli, Franciszek Pułaski zawrócił. 15 września 1769 nad ranem po dotarciu reszty sił konfederackich z Włodawy, po wielokrotnie zmienianym kierunku nocnego marszu, na polach między Łomazami, Studzianką i Lubenką doszło do bitwy. Konfederaci atakowani przez oddział karabinierów rosyjskich pod dowództwem Castellego idący od Sławatycz, zostali od tyłu zaatakowani przez kawalerię Suworowa, podjęli próbę przebicia z okrążenia.
W bitwie poległ Franciszek Ksawery Pułaski, brat Kazimierza. "Na tyłach, od strony Łomaz pojawili się karabinierzy rosyjscy pod wodzą Castellego. Ocalenia szukali Pułascy w brawurowym ataku...Franciszek dopadł samego Castellego, lecz ten zdążył śmiertelnie wypalić do niego z pistoletu... we Włodawie pochowali go w zbiorowej mogile ojcowie Paulini...". Prawdopodobnie pochowany na polu bitwy pod Łomazami w zbiorowej mogile Konfederatów Barskich na polu bitwy w pobliżu Studzianki, w miejscu zwanym Głuch, w widłach rzek Zielawy i Grabarki, oznaczonej kamieniem polnym z krzyżem (2009) – współrzędne 51°54′47″N 23°12′29″E/51,913056 23,208056.

## Upamiętnienie
15 września 2021 na miejscu mogiły konfderatów barskich na uroczysku Głuch odsłonięto pamiątkową tablicę.

## Bitwa pod Łomazami w literaturze pięknej
Wymieniana przez Cześnika Raptusiewicza w Zemście Aleksandra Fredry nazywając swoją szablę "Panią barską" wymienia bitwy, w których brał udział, a którymi dowodził Kazimierz Pułaski:

CZEŚNIK

dobywając szabli
He, he, he! Pani barska!

Pod Słonimem, Podhajcami,

Berdyczowem, Łomazami

Dobrze mi się wysłużyła.
Zemsta, akt. IV scena 1.

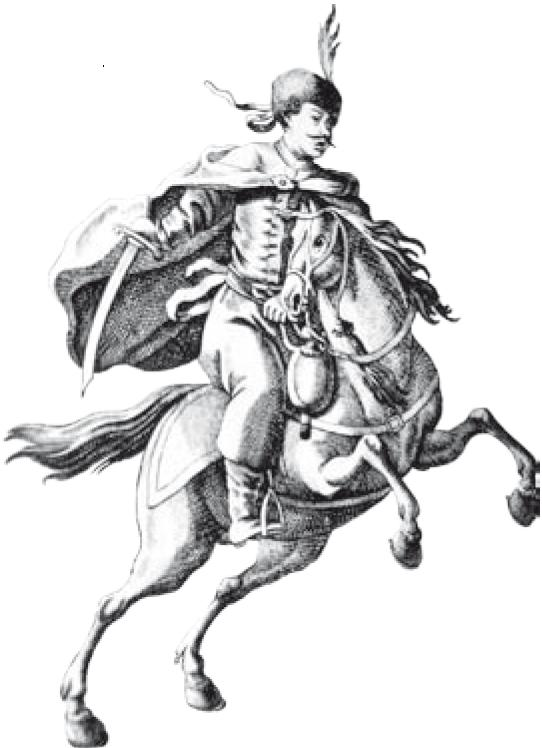
Johann Martin Will, Kazimierz Pułaski, miedzioryt
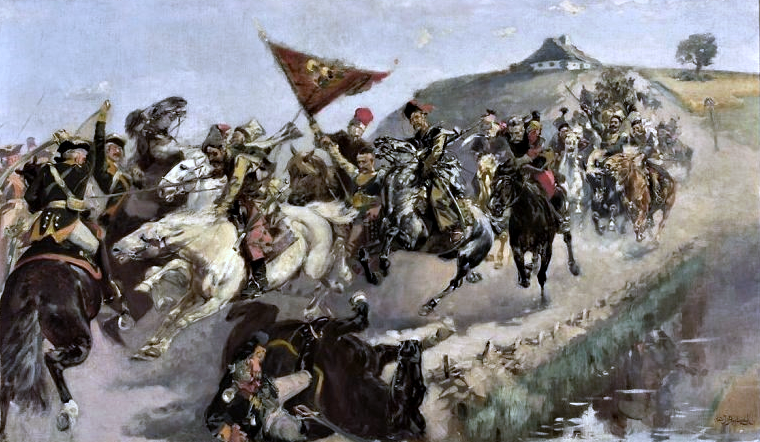
Wacław Pawliszak, Potyczka w drodze – potyczka konfederatów barskich z Rosjanami, olej
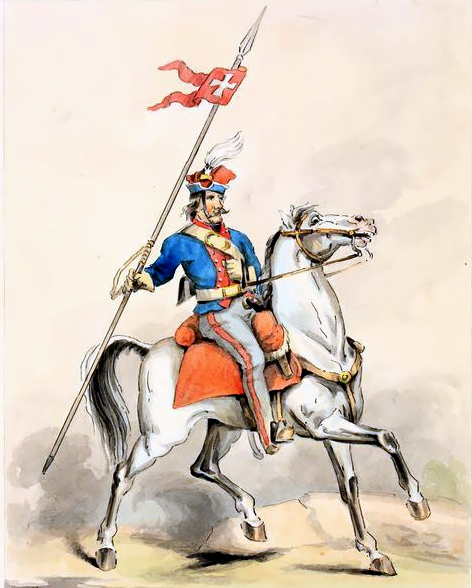
Konfederat Barski
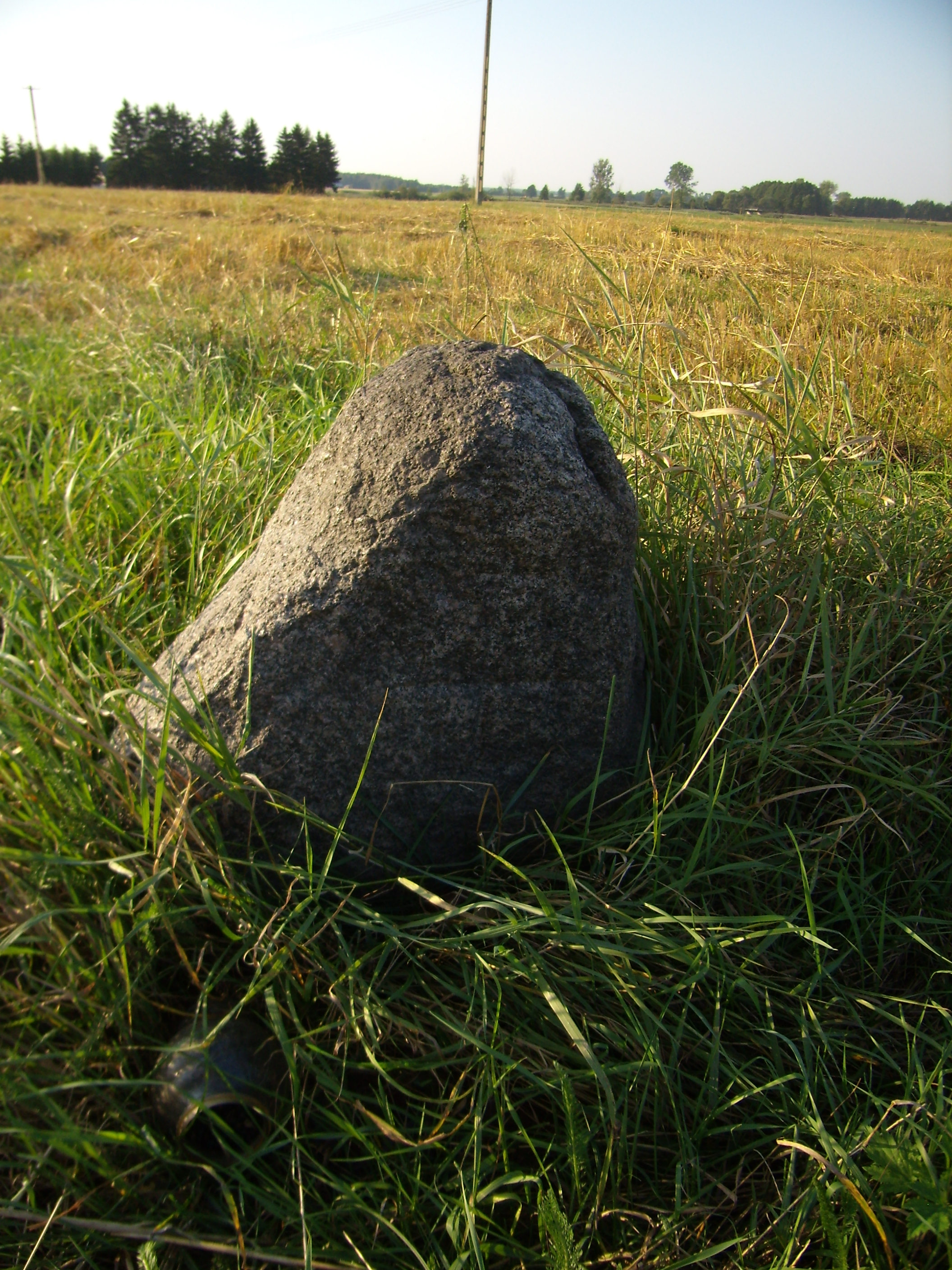
Kamień polny z krzyżem na zbiorowej mogile Konfederatów poległych w bitwie, 2009
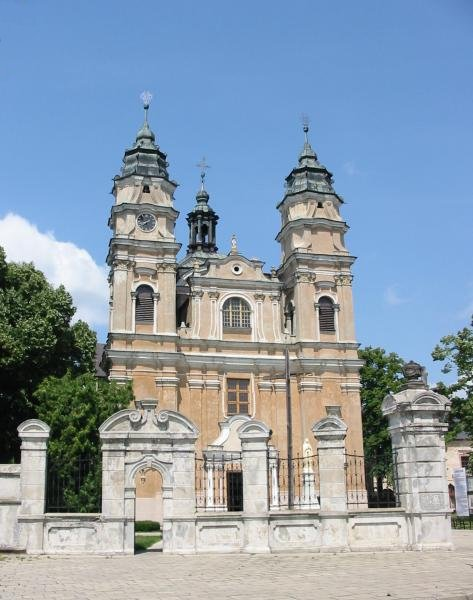
Cmentarz przy kościele o.o. paulinów pw. św. Ludwika we Włodawie – prawdopodobne miejsce mogiły Konfederatów Barskich poległych podczas odwrotu z Włodawy w kierunku Łomaz